# Dia Internacional dels Treballadors
|  | «Primer de maig» redirigeix aquí. Vegeu-ne altres significats a «1 de maig». |

El Dia Internacional dels Treballadors, el Primer de Maig, és la jornada reivindicativa del moviment obrer mundial.
Aquesta jornada de lluita pels drets dels treballadors fou establerta al congrés obrer socialista celebrat a París el 1889. Es decidí que, en homenatge als «Màrtirs de Chicago», treballadors anarquistes executats als Estats Units d'Amèrica (EUA) arran de la Revolta de Haymarket de 1886, l'1 de maig seria el dia de protesta i reclamacions obreres. En aquell moment, la gran reivindicació que s'establí fou la jornada de vuit hores. La vaga era l'instrument que es decidí d'emprar cada 1 de maig per forçar la patronal i els estats liberals a acceptar la jornada de vuit hores.
La campanya tingué molt d'èxit i, a poc a poc, prengué importància i es consolidà com a jornada de lluita al llarg del segle xx de tot el moviment obrer internacional, més enllà de les tendències i faccions ideològiques. Amb la conquesta de millores laborals i socials, el dia anà perdent càrrega reivindicativa per agafar un caire més festiu i de remembrança dels fets de Chicago de 1886. Actualment, gairebé a tots els països occidentals (Estats Units i Gran Bretanya en són excepcions notables) és un dia festiu.

## Història

### Origen de la commemoració
Els fets que van donar lloc a aquesta celebració estan contextualitzats en els inicis de la Revolució Industrial en els EUA. A fins del segle xix, Chicago era la segona ciutat en nombre d'habitants dels EUA. De l'oest i del sud-est arribaven cada any per ferrocarril milers de ramaders desocupats, creant les primeres viles humils que albergaven centenars de milers de treballadors. A més, aquests centres urbans van acollir emigrants arribats de tot el món al llarg del segle xix.

#### La reivindicació de la jornada laboral de vuit hores

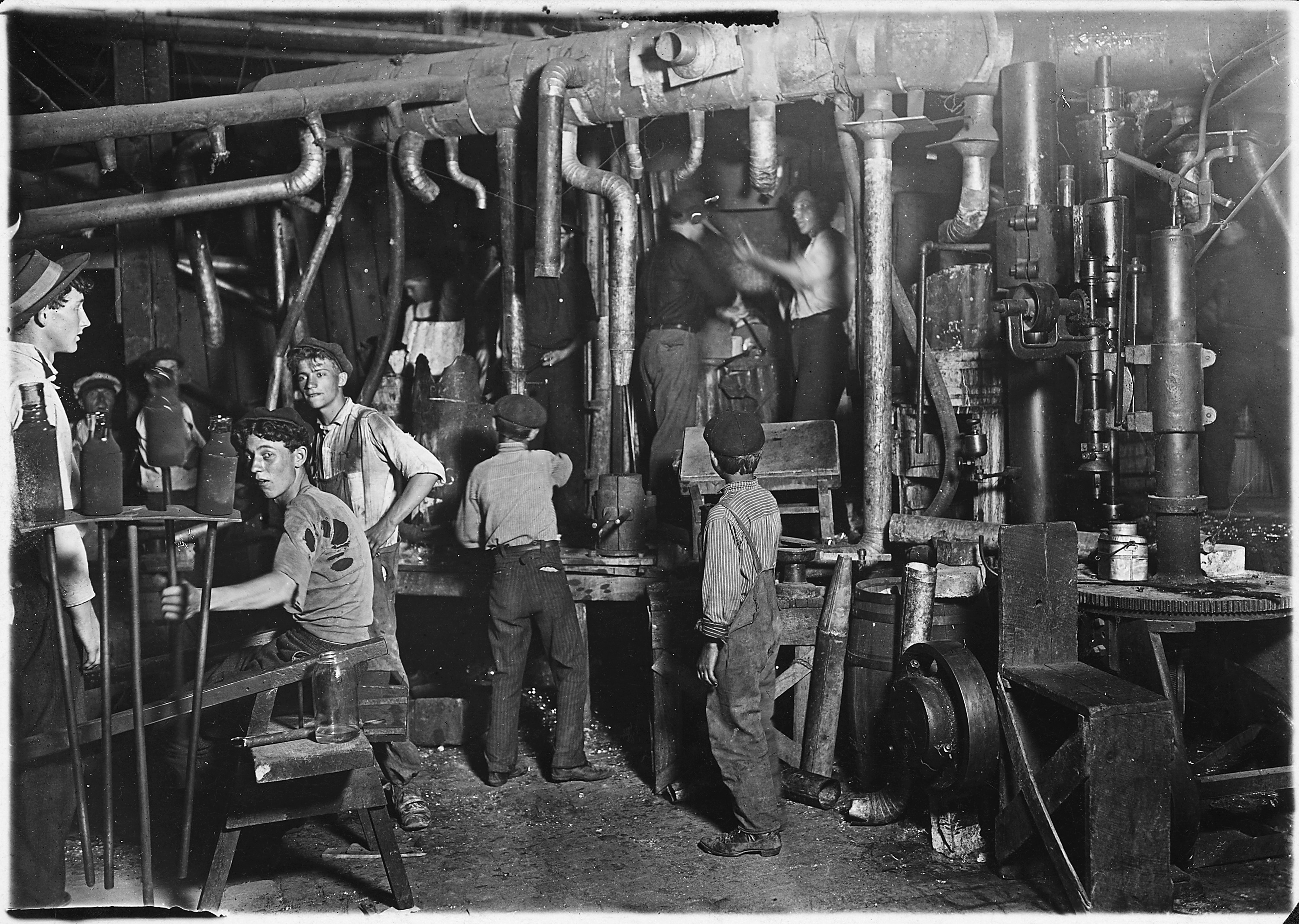
Fotografia d'un taller d'Indiana, de Lewis Hine, 1908. Les males condicions laborals dels treballadors en plena Revolució Industrial van contribuir al sorgiment del moviment obrer i les seves reivindicacions.

Una de les reivindicacions bàsiques dels treballadors era la jornada de vuit hores. Un dels objectius prioritaris era fer valer la màxima de: «vuit hores de treball, vuit hores d'oci i vuit hores de descans». En aquest context es van produir diversos moviments; en 1829 es va formar un moviment per sol·licitar a la legislatura de Nova York la jornada de vuit hores. Anteriorment existia una llei que prohibia treballar més de divuit hores, «excepte en cas de necessitat». Si no hi havia tal necessitat, qualsevol funcionari d'una companyia de ferrocarril que hagués obligat a un maquinista o fogoner a treballar jornades de divuit hores diàries havia de pagar una multa de 25 dòlars.
La majoria dels obrers estaven afiliats a la Noble Ordre dels Cavallers del Treball, però tenia més preponderància la Federació Americana del Treball, inicialment socialista (encara que algunes fonts assenyalen el seu origen anarquista). En el seu quart congrés, realitzat el 17 d'octubre de 1884, aquesta havia resolt que a partir de l'1 de maig de 1886 la durada legal de la jornada de treball hauria de ser de vuit hores i que s'organitzaria una vaga si no s'obtenia aquesta reivindicació. També va recomanar a totes les unions sindicals que tractessin de fer lleis en aquest sentit en les seves jurisdiccions. Aquesta resolució va despertar l'interès de les organitzacions, que veien la possibilitat d'obtenir una major quantitat de llocs de treball amb la jornada de vuit hores, reduint així l'atur.
En 1868, el president Andrew Johnson va promulgar l'anomenada Llei Ingersoll, establint la jornada de vuit hores, però ni la patronal, ni els governs de molts estats no acostumaven a respectar-la, ni fer-la respectar. Al cap de poc temps, dinou estats van sancionar lleis amb jornades màximes de vuit i deu hores, tot i que sempre amb clàusules que permetien augmentar-les a entre catorze i divuit hores. Tot i així, a causa de la manca de compliment de la Llei Ingersoll, les organitzacions laborals i sindicals dels EUA es van mobilitzar. La premsa reaccionària, i alineant-se amb les tesis empresarials, qualificava el moviment com «indignant i irrespectuós», «deliri de llunàtics poc patriotes», i va manifestar que era «el mateix que demanar que es pagui un salari sense complir cap hora de treball».

#### El dia 1 de maig

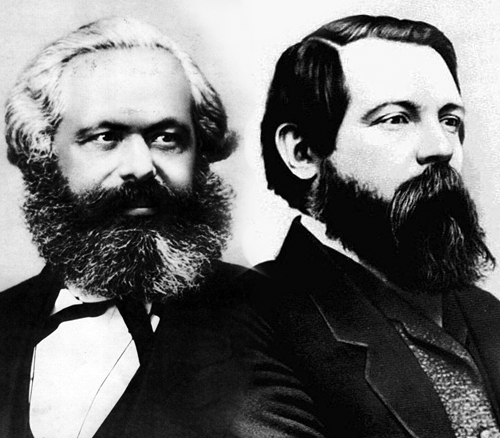
Karl Marx i Friedrich Engels, a la dècada del 1880, intel·lectuals clau en establir les bases del socialisme científic i el marxisme, pilars fonamentals d'una part significativa del moviment obrer.

L'1 de maig de 1886, 200.000 treballadors van iniciar la vaga mentre que altres 200.000 obtenien aquesta conquesta amb la simple amenaça d'atur.
A Chicago, on les condicions dels treballadors eren molt pitjor que en altres ciutats del país, les mobilitzacions van seguir els dies 2 i 3 de maig. L'única fàbrica que treballava era la fàbrica de maquinària agrícola McCormick que estava en vaga des del 16 de febrer perquè volien descomptar als obrers una quantitat dels seus salaris per a la construcció d'una església. La producció es mantenia a força d'esquirols. El dia 2 la policia havia dissolt violentament una manifestació de més de 50.000 persones, i el dia 3 se celebrava una concentració al davant de l'entrada; quan estava a la tribuna l'anarquista August Spies, va sonar la sirena de sortida d'un torn d'esquirols. Els concentrats es van llançar sobre els scabs (grocs), començant una baralla campal. Una companyia de policies, sense cap avís, va procedir a disparar a boca de canó sobre la gent produint 6 morts i diverses desenes de ferits.
El periodista Adolf Fischer, redactor de l'Arbeiter Zeitung, va córrer al seu diari on va redactar una proclama (que després s'utilitzaria com a principal prova acusatòria en el judici que el va portar a la forca) imprimint 25.000 fulls volants. La proclama deia:
La proclama acabava convocant un acte de protesta per a l'endemà, el 4 de maig a les quatre de la tarda, a la plaça de Haymarket. Es va aconseguir un permís de l'alcalde Harrison per fer un acte a les 19.30 al parc de Haymarket. Els fets que allí van succeir són coneguts com la Revolta de Haymarket.

#### La revolta de Haymarket

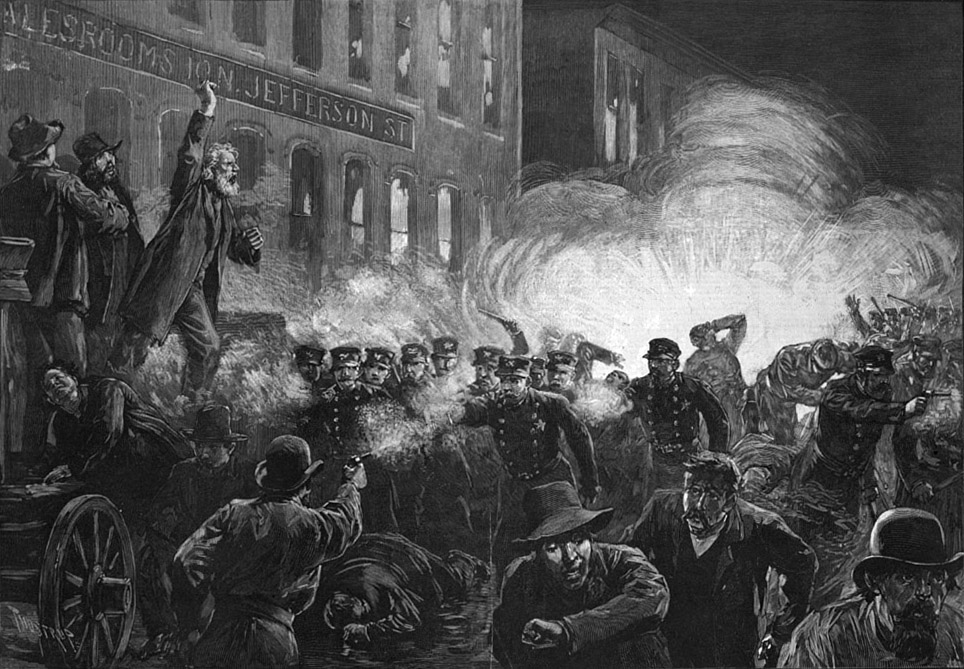
Un dels més cèlebres gravats de la Revolta de Haymarket, que mostra, de forma inexacta, a Samuel Fielden dirigint-se al públic al mateix temps que esclata l'explosiu i comencen els disturbis.

Es van concentrar a la plaça de Haymarket més de 20.000 persones que van ser reprimides per 180 policies uniformats. Un artefacte explosiu va esclatar entre els policies produint un mort i diversos ferits. La policia va obrir foc contra la multitud, matant i ferint a desenes d'obrers.
Es va declarar l'estat de setge i el toc de queda, i es va detenir a centenars de treballadors que van ser colpejats i torturats, acusats de l'assassinat del policia.
Aquests fets repressius van ser recolzats per una campanya de premsa amb cites com:
| « | Quins millors sospitosos que la plana major dels anarquistes. A la forca els bruts assassins, rufians rojos comunistes, monstres sanguinaris, fabricants de bombes, gentussa que no són altra cosa que el retard d'Europa que va buscar les nostres costes per abusar de la nostra hospitalitat i desafiar l'autoritat de la nostra nació, i que en tots aquests anys no han fet altra cosa que proclamar doctrines sedicioses i perilloses! | » |

La premsa reclamava un judici sumaríssim per part del Tribunal Suprem, responsabilitzant-ne a vuit anarquistes i a totes les figures prominents del moviment obrer.
El 21 de juny de 1886 es va iniciar la causa contra 31 acusats, que després van quedar en vuit. Les irregularitats en el judici van ser moltes, violant totes les normes processals en la seva forma i fons, tant que va arribar a ser qualificat de «judici farsa». Els jutjats van ser declarats culpables. Tres d'ells van ser condemnats a presó i cinc a mort, els quals serien executats a la forca. El detall de les condemnes és el següent:
Presó
- Samuel Fielden: anglès, 39 anys, pastor metodista i obrer tèxtil, condemnat a cadena perpètua.
- Oscar Neebe: estatunidenc, 36 anys, venedor, condemnat a 15 anys de treballs forçats.
- Michael Schwab: alemany, 33 anys, tipògraf, condemnat a cadena perpètua.

A mort
- George Engel: alemany, 50 anys, tipògraf.
- Adolf Fischer: alemany, 30 anys, periodista.
- Albert Parsons: estatunidenc, 39 anys, periodista, espòs de la mexicana Lucy González Parsons, tot i que es va provar que no va estar present al lloc, es va lliurar per estar amb els seus companys i va ser jutjat igualment.
- August Vincent Theodore Spies: alemany, 31 anys, periodista.
- Louis Lingg: alemany, 22 anys, fuster, per no ser executat es va suïcidar a la seva pròpia cel·la.

Les condemnes van ser executades l'11 de novembre de 1887. El cubà José Martí, que en aquell temps estava treballant com a corresponsal a Chicago per al diari argentí La Nación, ho va narrar així; 
| « | ...surten de les seves cel·les. Es donen la mà, somriuen. Els llegeixen la sentència, els subjecten les mans per l'esquena amb esposes, els cenyeixen els braços al cos amb una faixa de cuir i els posen una mortalla blanca com la túnica dels catecúmens cristians. A baix hi ha la concurrència, asseguda en filera de cadires davant del cadafal com en un teatre... Fermesa en el rostre de Fischer, pregària en el de Spies, orgull en el del Parsons, Engel fa un acudit a propòsit de la seva caputxa, Spies crida: «la veu que aneu a sufocar serà més poderosa en el futur que quantes paraules pogués jo dir ara». Els baixen les caputxes, després un senyal, un soroll, el parany cedeix, els quatre cossos cauen i es balancegen en una dansa espantable... | » |

A més, els successos de Chicago van costar la vida de molts treballadors i dirigents sindicals. No hi ha un nombre exacte, però van ser milers els acomiadats, detinguts, processats, ferits de bala o torturats. La majoria eren immigrants europeus: italians, espanyols, alemanys, irlandesos, russos, polonesos i d'altres països eslaus.

### Assoliment de la jornada laboral de vuit hores

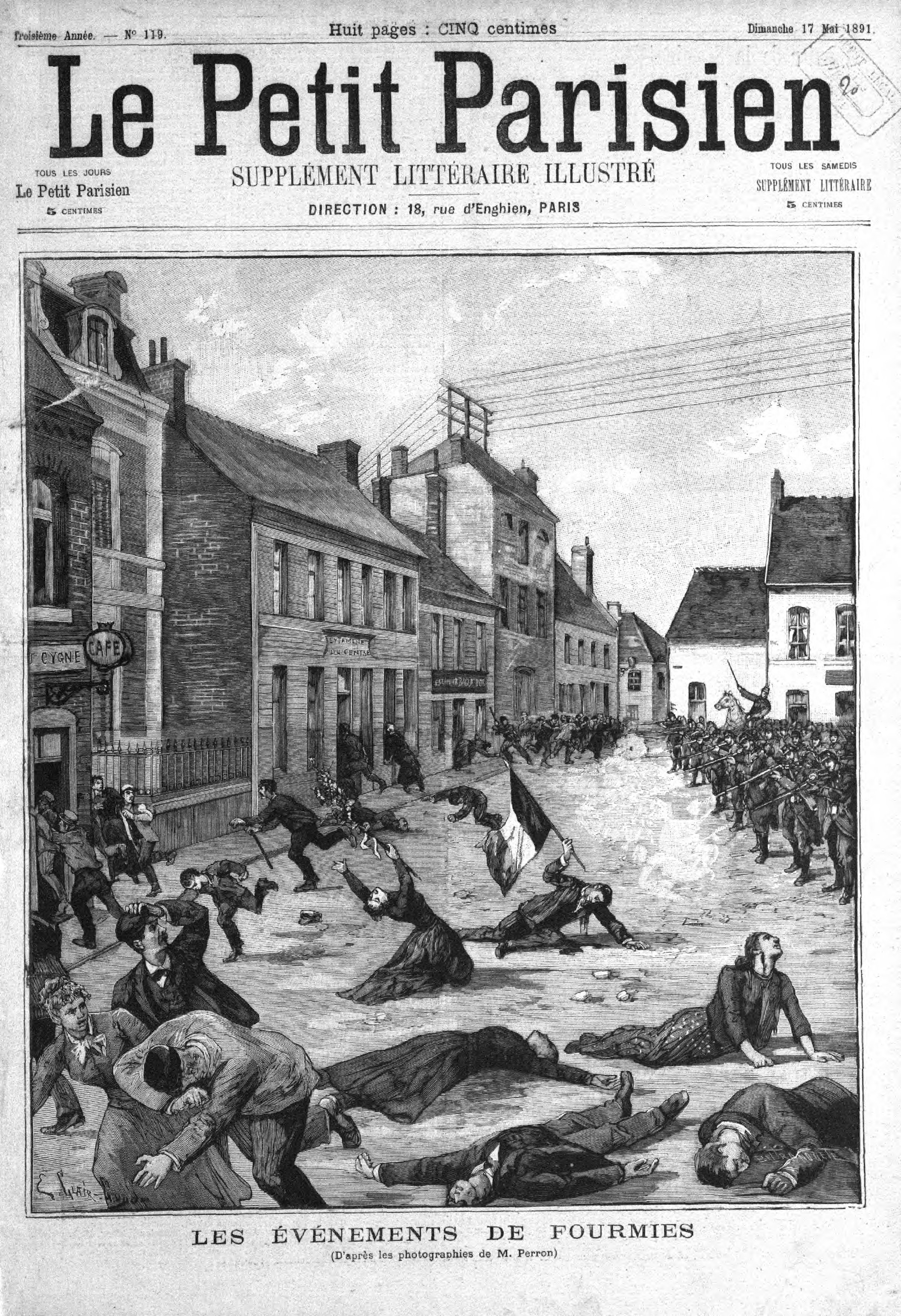
El tiroteig de Fourmies (1891)

Al maig de 1886, diversos sectors patronals van accedir a atorgar la jornada de vuit hores a centenars de milers d'obrers. L'èxit va ser tal, que la Federació de Gremis i Unions Organitzades va expressar el seu goig amb aquestes paraules:
| « | Mai en la història d'aquest país no hi ha hagut un aixecament tan general entre les masses industrials. El desig d'una disminució de la jornada de treball ha impulsat a milions de treballadors a afiliar-se a les organitzacions existents, quan fins ara havien romàs indiferents a l'agitació sindical. | » |

La consecució de la jornada de vuit hores va marcar un punt d'inflexió en el moviment obrer mundial. El mateix Friedrich Engels, en el prefaci de l'edició alemanya de 1890 d'El manifest comunista, diu: 
| « | Doncs avui al moment en què escric aquestes línies, el proletariat d'Europa i Amèrica passa revista a les seves forces, mobilitzades per primera vegada en un sol exèrcit, sota una sola bandera i per a un sol objectiu immediat: la fixació legal de la jornada normal de vuit hores, proclamada ja en 1866 pel Congrés de la Internacional celebrat a Ginebra i de nou en 1889 pel Congrés obrer de París. L'espectacle d'avui demostrarà als capitalistes i als terratinents de tots els països que, en efecte, els proletaris de tots els països estan units. Oh, si Marx estigués al meu costat per veure-ho amb els seus propis ulls! | » |

En 1889, la Segona Internacional es reuneix a París amb motiu del centenari de la Revolució Francesa i l'Exposició Universal. Sota la direcció de Jules Guesde i del Partit Obrer Francès (Guesde va inventar el terme «festes del treball» en 1890) i sobre una proposta de Raymond Lavigne, la Internacional Socialista decideix el 20 de juliol de 1889 que cada 1 de maig sigui un dia de manifestació amb l'objectiu de reduir la jornada laboral a vuit hores (48 hores per setmana i el diumenge festiu). El dia simbòlic, 1 de maig, es va triar en referència als successos de la plaça de Haymarket de Chicago.

L'1 de maig de 1890, i l'esdeveniment se celebra per primera vegada, en la majoria dels països, amb diversos actes. L'1 de maig de 1891, a Fourmies, la manifestació es converteix en tragèdia quan els soldats van disparar contra la multitud i deu persones van morir, entre elles dos nens d'onze i tretze anys. Amb aquest nou esdeveniment, l'1 de maig queda arrelat en la tradició de lluita dels treballadors europeus. Activistes s'enganxen a la roba una rosa escarlata (una rosa silvestre o una englantina roja), flor tradicional del nord de França, a la memòria del vessament de sang i amb referència a Fabre d'Églantine. Uns mesos més tard, a Brussel·les, la Internacional Socialista renova el caràcter de protesta i internacional de l'1 de maig.

### Consolidació i extensió durant elseglexx
Després dels successos als Estats Units d'Amèrica, la Segona Internacional va donar un gran impuls als intents per convertir el 1r de maig en un dia festiu, sempre reivindicant simultàniament la reducció a vuit hores de la jornada laboral. El 1904, la Segona Internacional, reunida a Amsterdam, va demanar a «tots els partits, sindicats i organitzacions socialdemòcrates lluitar energèticament en el Primer de Maig per aconseguir l'establiment legal de la jornada de vuit hores i que es complissin les demandes del proletariat per aconseguir la pau universal». Al mateix temps, el congrés va fer «obligatòria a les organitzacions proletàries de tots els països deixar de treballar l'1 de maig, sempre que fos possible i sense perjudicis per als treballadors». D'aquesta manera, a tot el món les organitzacions van tractar de fer del Primer de Maig un dia festiu oficial en honor de la classe obrera, la qual cosa es va aconseguir de mica en mica en la majoria de països.

A Europa, durant la dècada del 1910, es van anar succeint algunes fites. El 23 d'abril de 1919, el Senat francès va ratificar la jornada laboral de vuit hores i va fer que per primera vegada l'1 de maig de 1919 fos un dia no feiner. Dos mesos abans a l'Estat espanyol, la cèlebre Vaga de La Canadenca, dirigida pels moviments anarquistes a Barcelona, havia aconseguit que s'aprovés a tot el país el «Decret de la jornada de vuit hores de treball», fent d'Espanya el primer país d'Europa en promulgar aquesta reivindicació, si bé anys després, entre 1923 i 1930, el dia dels treballadors es va celebrar sense manifestacions, a causa de la privació d'aquest dret durant la dictadura militar del general Primo de Rivera, tot i que de 1931 a 1936, durant la Segona República, es va commemorar a les principals ciutats de l'estat.

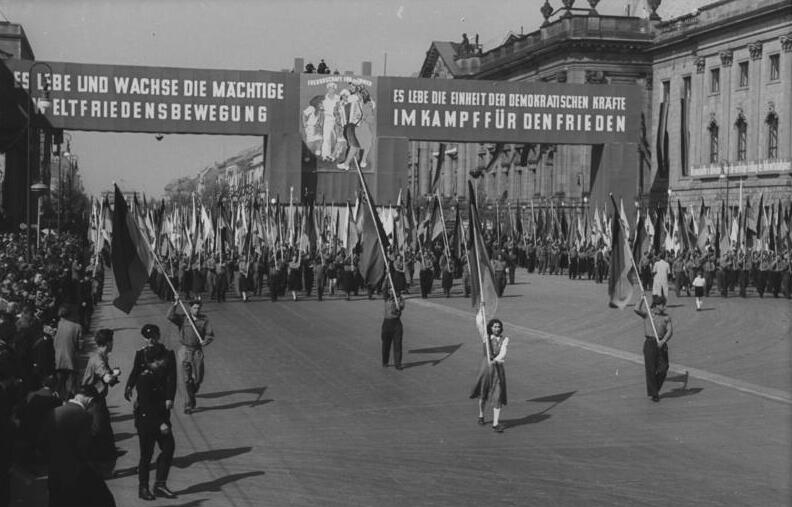
Manifestació del Primer de Maig de 1950 a Berlín Oriental, República Democràtica Alemanya.

Després de la Segona Guerra Mundial i l'adopció del socialisme com a sistema econòmic en nombrosos països d'Europa i Àsia, i més tard d'Àfrica i Amèrica, es va donar un nou impuls al Dia dels Treballadors, alhora que en els països capitalistes d'Europa, la influència dels partits d'esquerres creixia, i amb ells les celebracions en aquest dia. Per tant, el Primer de Maig es va convertir durant la segona meitat del segle xx en un dia de grans celebracions oficials, manifestacions populars i desfilades militars en països com la Unió Soviètica, on es van fer cèlebres les grans desfilades davant del Kremlin de Moscou i el mausoleu de Lenin, la República Democràtica Alemanya o la República Popular de la Xina.
El 1954, el papa Pius XII va declarar l'1 de maig festivitat de Sant Josep Obrer, a la Plaça de Sant Pere de Ciutat del Vaticà, afegint un missatge catòlic a aquest dia, i obrint un nou concepte d'«obrers catòlics», amb reivindicacions socials i fe, sempre en oposició als mètodes i idees d'organitzacions comunistes i socialistes, principals organitzadors de la celebració i hostils en general a la religió. Aquesta festa va reprendre la iniciativa del papa Lleó XIII, que el 1889 havia fet a Sant Josep, «el patró dels pares i dels treballadors» per donar un model piadós als treballadors.

Per contra, sobretot als EUA, es van descoratjar tant des de les empreses com des del govern les celebracions del 1r de maig, per evitar una major influència dels partits i sindicats d'esquerra al país en plena Guerra Freda amb el bloc socialista. A Portugal per exemple, el Dia Internacional dels Treballadors es va començar a celebrar lliurement després del triomf de la Revolució dels Clavells del 25 d'abril de 1974, i a l'Estat espanyol no es va celebrar entre 1939 i 1977, durant la dictadura de Francisco Franco.

Commemoració del Dia Internacional dels treballadors:
El dia del treball es commemora, o pot commemorar-se, l'1 de maig.
L'1 de maig es commemora, o celebra, una altra festa.
El dia del treball es commemora en una altra data.
No es comemmora el dia del treball.

A causa del clima de reivindicació per una banda i la divisió del món per un altre durant la segona meitat del segle xx, les celebracions del Dia Internacional dels Treballadors van derivar en algunes ocasions en nombrosos enfrontaments, aldarulls i massacres, que van provocar o van ser motiu de canvis polítics amb rellevància nacional i internacional en alguns casos.

### Segle XXI i actualitat
En l'actualitat, molts països rememoren el Primer de Maig com l'origen del moviment obrer modern. Hi ha alguns que no ho fan, essent en general països de colonització britànica, com els Estats Units d'Amèrica, Puerto Rico i el Canadà, que celebren el Labor Day («Dia del Treball») el primer dilluns de setembre; Nova Zelanda, el quart dilluns d'octubre. A Austràlia, cada estat federal decideix la data de celebració: el primer dilluns d'octubre al Territori de la Capital Australiana, Nova Gal·les del Sud i Austràlia Meridional; el segon dilluns de març, a Victòria i Tasmània; el primer dilluns de març, a Austràlia Occidental; i el primer de maig a Queensland i el Territori del Nord. Al Japó se celebra el 23 de novembre.
Com que la festivitat té un caràcter oficial a molts països, actualment part de la població continua participant en les celebracions i les seves reivindicacions, mentre que una altra part es pren el dia de descans per a realitzar activitats de lleure.

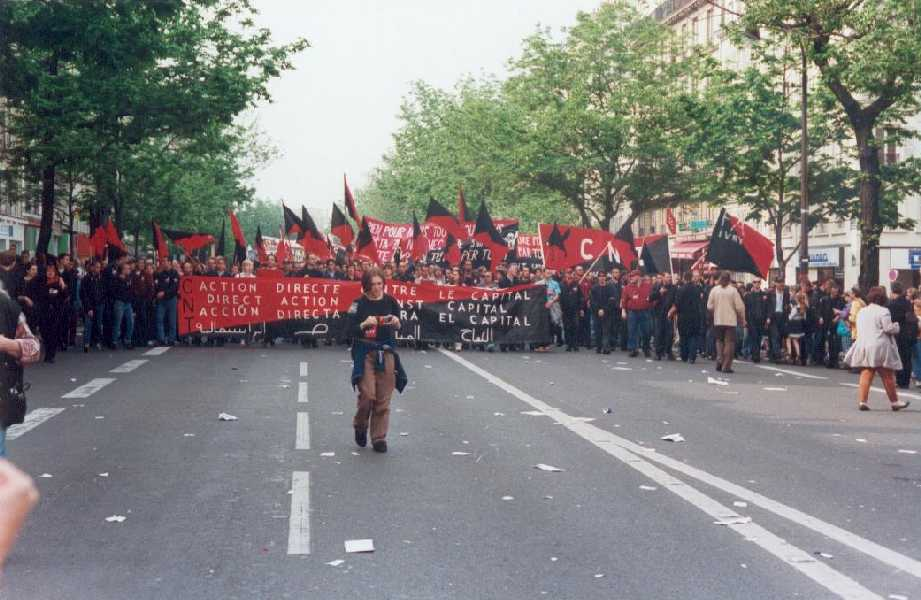
Manifestació del Primer de Maig a París (2000)
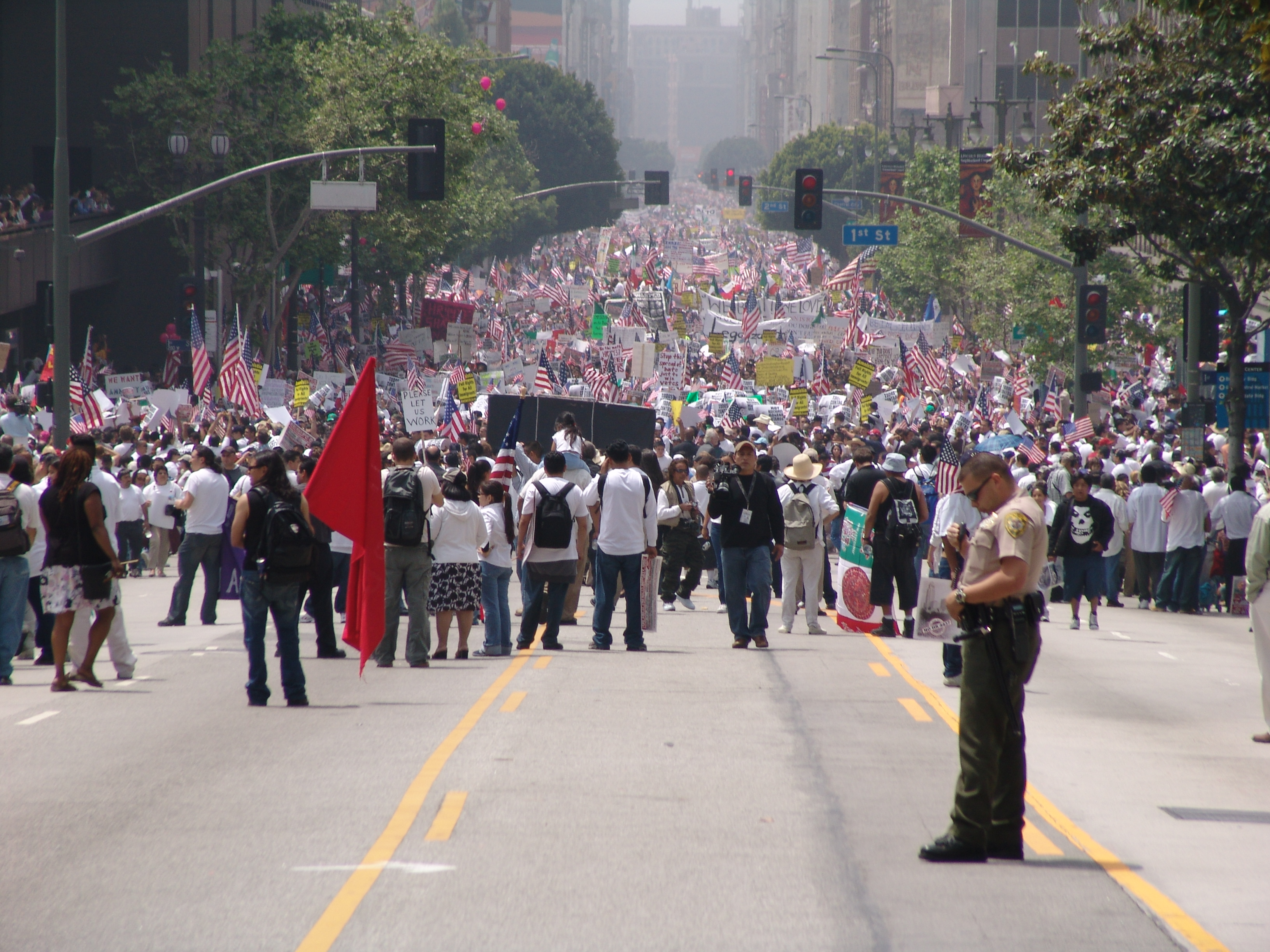
Celebració a Los Angeles (2006)
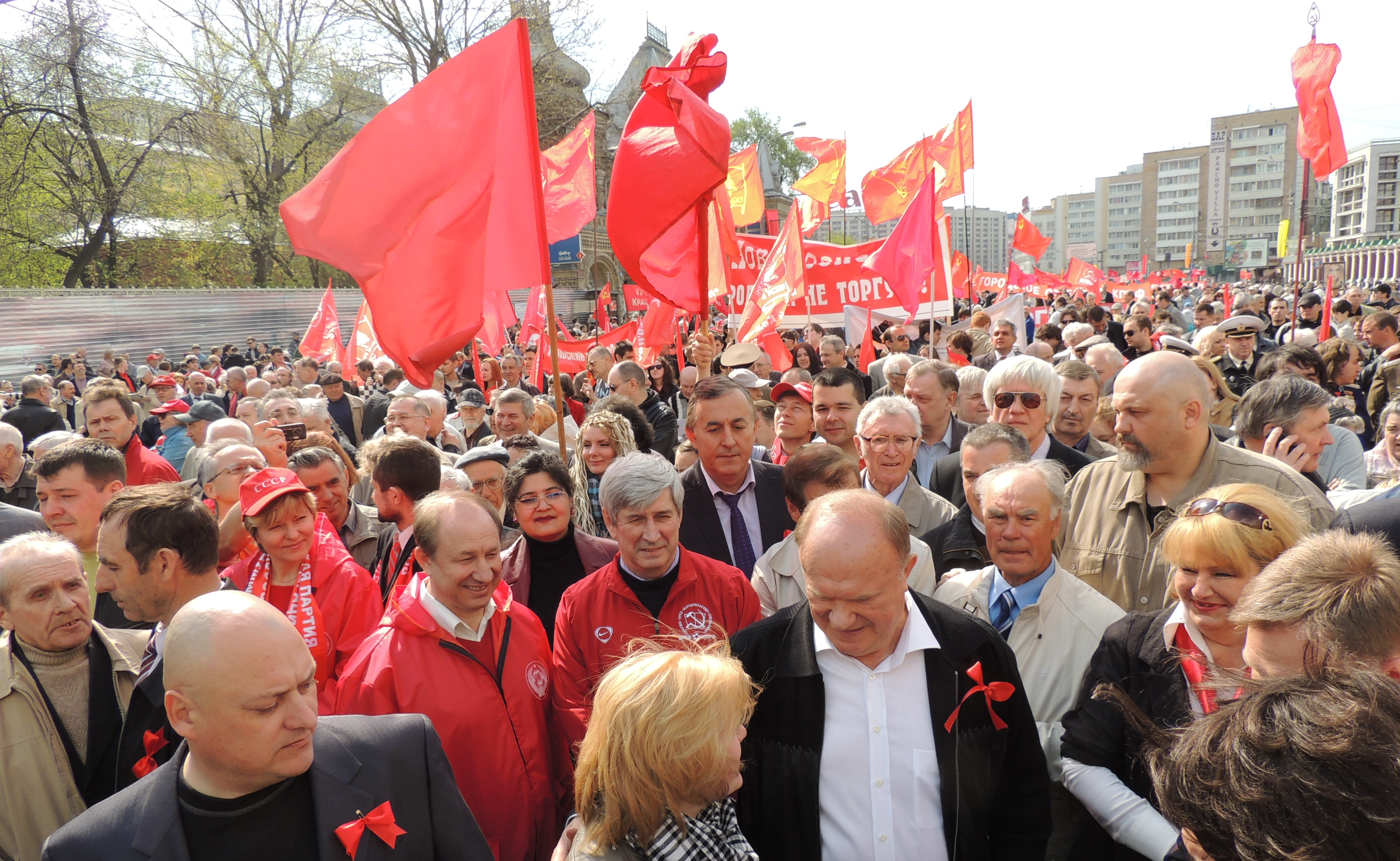
Manifestació de l'1 de maig a Moscou (2012)
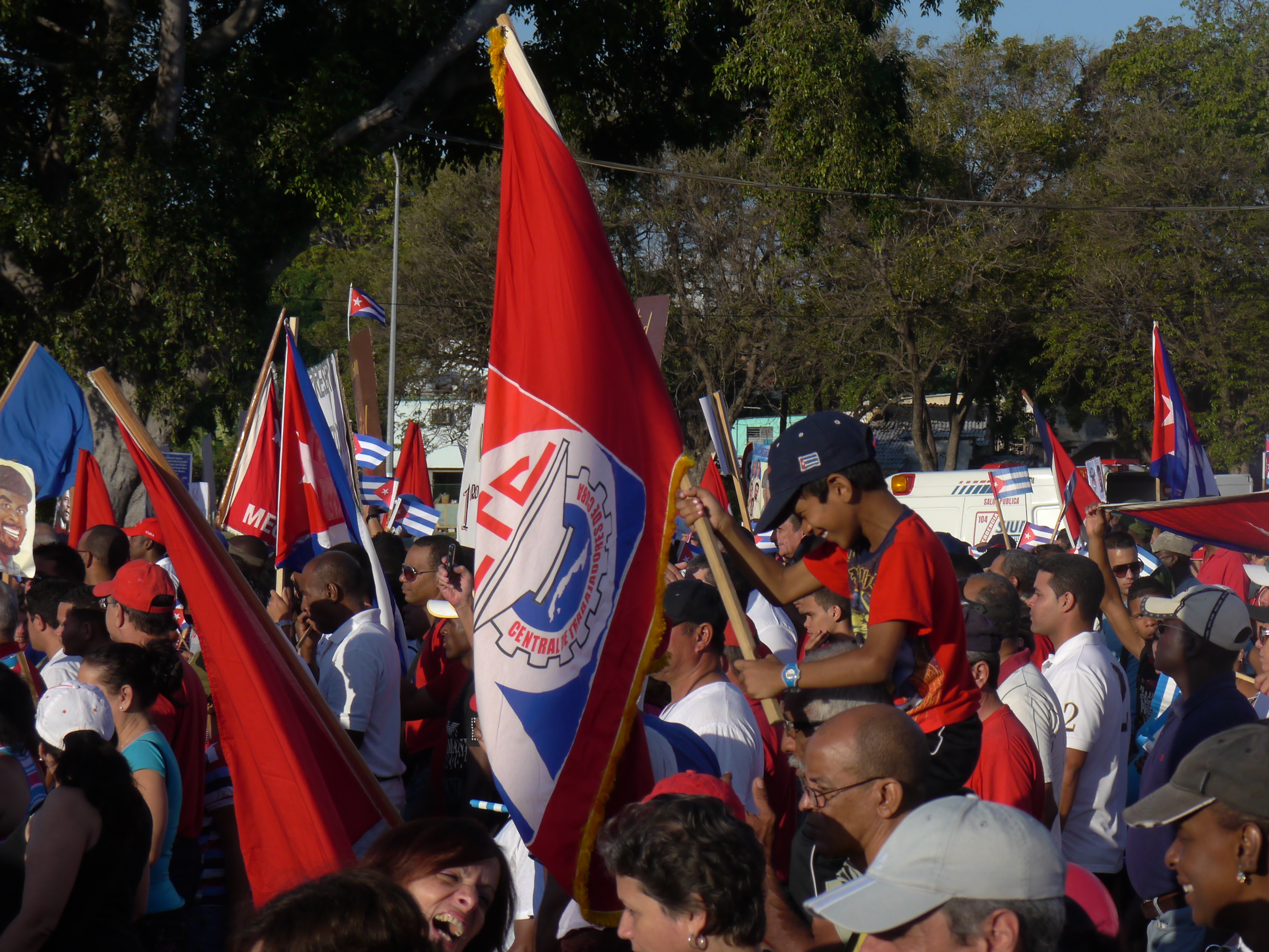
Celebració del Dia dels Treballadors a L'Havana (2012)

## El Primer de Maig als Països Catalans

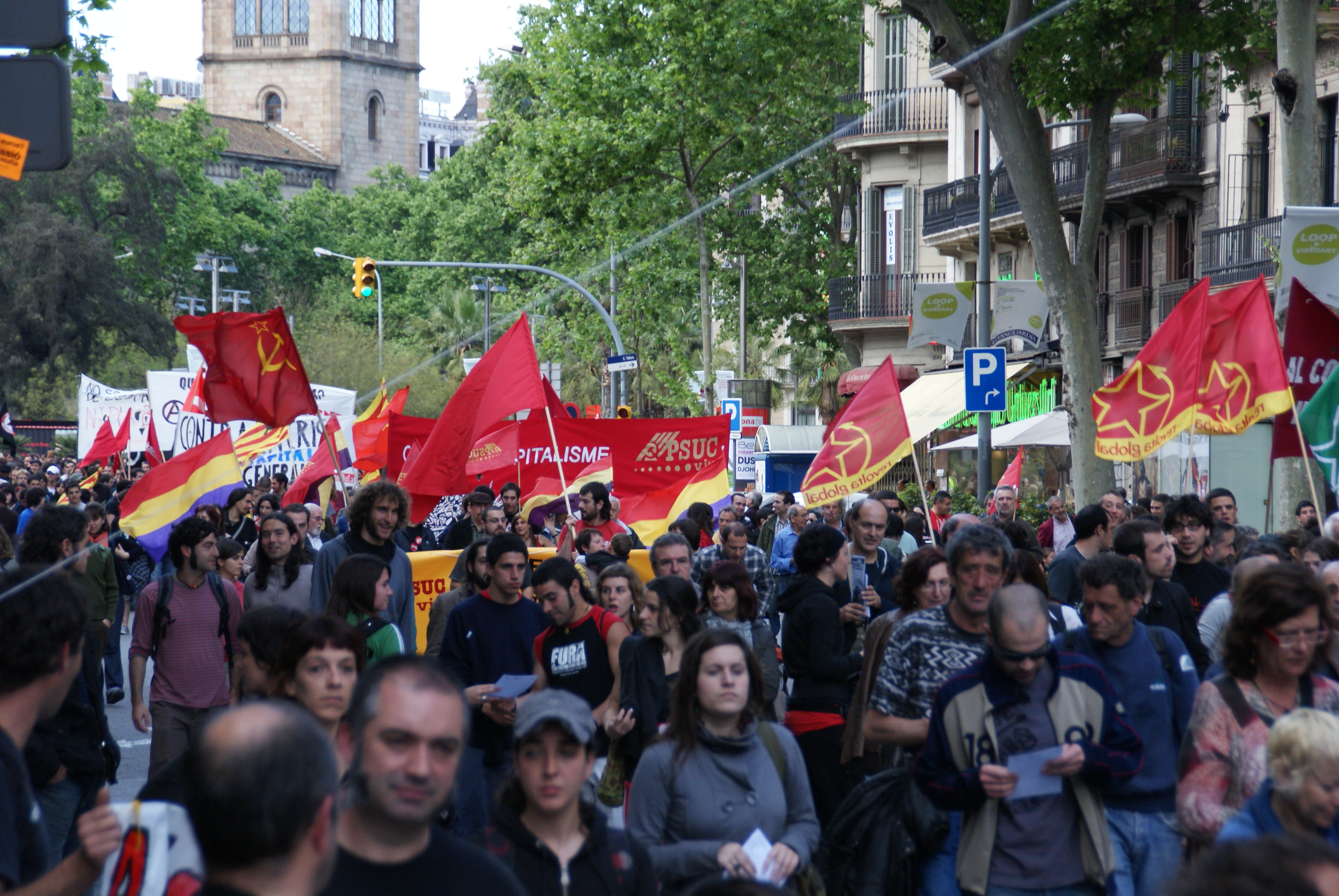
Primer de Maig anticapitalista a Barcelona (2009)

El moviment obrer a Catalunya era força important a finals del segle XIX, especialment a ciutats com Barcelona, Reus, Manresa, Igualada o Mataró, on dominaven sobretot les tendències anarquistes i socialistes.
El Primer de Maig es va celebrar per primer cop a Barcelona l'any 1890, i va ser la primera ciutat de l'estat espanyol a celebrar aquesta diada reivindicativa. La proposta es va estendre arreu del Principat i el País Valencià. Es va fer un míting al Teatre Tívoli, en què es reclamà la jornada laboral de vuit hores, i després, una manifestació de 20.000 ciutadans va recórrer les Rambles per arribar fins a la Delegació del govern on lliuraren les seves demandes, perquè a més de la jornada de vuit hores, es reclamava la de sis per als obrers d’entre 14 i 18 anys, la prohibició de treballar als menors de 14, la limitació del treball nocturn, les trenta-sis hores seguides de descans a la setmana... Hi hagué també una manifestació al camp de les Carolines, una esplanada situada al Paral·lel, un lloc equidistant de diferents barris populars de la ciutat, com ara Sants i Hostafrancs, el Raval, el Clot..., on ja feia dies que es concentraven els treballadors amb motiu de les vagues solidàries pels «fets de Manresa».
Actualment als Països Catalans, el Primer de Maig és commemorat amb diverses manifestacions pels carrers de les ciutats Barcelona, València, Palma, Lleida, Castelló de la Plana, Vilanova i la Geltrú, Girona, Alacant, Perpinyà o Tarragona, on discorren mobilitzacions de diferents sindicats com Comissions Obreres i Unió General de Treballadors, la Confederació General del Treball, Força Obrera, així com la Confederació Nacional del Treball, la Coordinadora Obrera Sindical, la Intersindical-CSC. També hi ha altres manifestacions anticapitalistes, en les que hi participen la Confederació General del Treball, Esquerra Independentista, Intersindical Alternativa de Catalunya, Partit Comunista del Poble de Catalunya, Revolta Global, Coordinadora Repartim el Treball i la Riquesa, assemblees de barris del moviment sorgit del 15-M, la Plataforma d'Afectats per la Hipoteca, l'Assemblea de Docents de les Illes Balears i plataformes en defensa de la salut i l'educació, entre d'altres.